# Willem Vermeer
Willem Roelof Vermeer (1947.) nizozemski je jezikoslovac, filolog, dijalektolog, slavist i istraživač praslavenske akcentologije, morfologije, ruskoga jezika, rezijanskoga narječja slovenskog jezika, kajkavskoga i čakavskoga narječja hrvatskog jezika.

## Biografija
Bio je redovni profesor pri Centru za lingvistiku Sveučilišta u Leidenu, polje povijesna lingvistika slavenskih jezika. Trenutno u mirovini.

## Istraživanje čakavskoga narječja
Ponudio je jednu od najranijih podjela čakavskoga narječja na dijalekte, 1982. godine.
Kriterij podjele: akcentuacija
- sjeverozapadni čakavski
  - istarski
    - sjevernoistarski
    - srednjeistarski

  - neistarski
    - kastavski
    - creski
    - novljanski
- srednjočakavski
- jugoistočni čakavski

Napomena: Willem Vermeer koristi terminologiju na engleskom jeziku.